# Hubert Henoch
Hubert Fritz Richard Henoch (* 3. November 1874 in Raguhn, Anhalt; † nach 1941) war ein deutscher Kolonialpublizist, Zeitschriftenherausgeber und Beauftragter für Auswanderungsfragen.

## Leben und Wirken
Hubert Henoch stammte aus sorbischen Bauernfamilien in der Oberlausitz. Sein Vater Friedrich Henoch zog von Brunschwig bei Cottbus nach Raguhn in Anhalt, wo er eine Fabrik besaß, die Mutter war Mathilde, geborene Jaspers. Hubert Henoch besuchte die Lateinschule in Halle bis 1894 und studierte danach evangelische Theologie in Halle, Leipzig und Berlin. Danach war er als Hauslehrer in Pommern tätig.
Seit 1904 leitete er die Kolonial-Zeitschrift und seit 1907 die Deutsche Kolonialzeitung des Deutschen Kolonialverbandes in Berlin, in dieser Zeit wohnte er in Steglitz.
Seit 1914 nahm Hubert Henoch bei den deutschen Kolonialtruppen in Ostafrika am Ersten Weltkrieg teil. 1917 geriet er in britische Kriegsgefangenschaft und wurde  nach Kairo gebracht.
Seit 1919 war er wieder offizieller Schriftleiter der Deutschen Kolonialzeitung.
1920/21 war er außerdem als Orient-Korrespondent tätig.
Seit 1922 war Hubert Henoch offizieller Beauftragter für Auswanderungsfragen  in Schlesien in Breslau, mindestens bis 1934.
Seine letzte Veröffentlichung ist von 1943 bekannt.

## Publizistische Tätigkeiten
Hubert Henoch veröffentlichte einige Schriften, vor allem zu kolonialpolitischen Themen.
Herausgeber
- Zeitschrift für Kolonialpolitik, Kolonialrecht und Kolonialwirtschaft, 1904–1912 digital
- Deutsche Kolonialzeitung, 1907–1914, 1919–1922
- Süsserott's Illustrierter Kolonial-Kalender

Autor
- Handbuch des Deutschtums im Auslande, Reimer, Berlin 1904 Digitalisat
- Die deutsche Kolonialliteratur im Jahre 1908, Verlag der Deutschen Kolonialgesellschaft Berlin, 1909; auch für die Jahre 1909–1913
- Adolf Lüderitz, 1909
- Des deutschen Adlers Flug, 1913

- Der Alte vom Longido, Stein, Potsdam 1920

- Oberlausitzer unter den Stammvätern der Buren, 1938
- Der deutsche Anteil an der südafrikanischen Pharmazie, 1943